# Wojna handlowa Chiny-USA

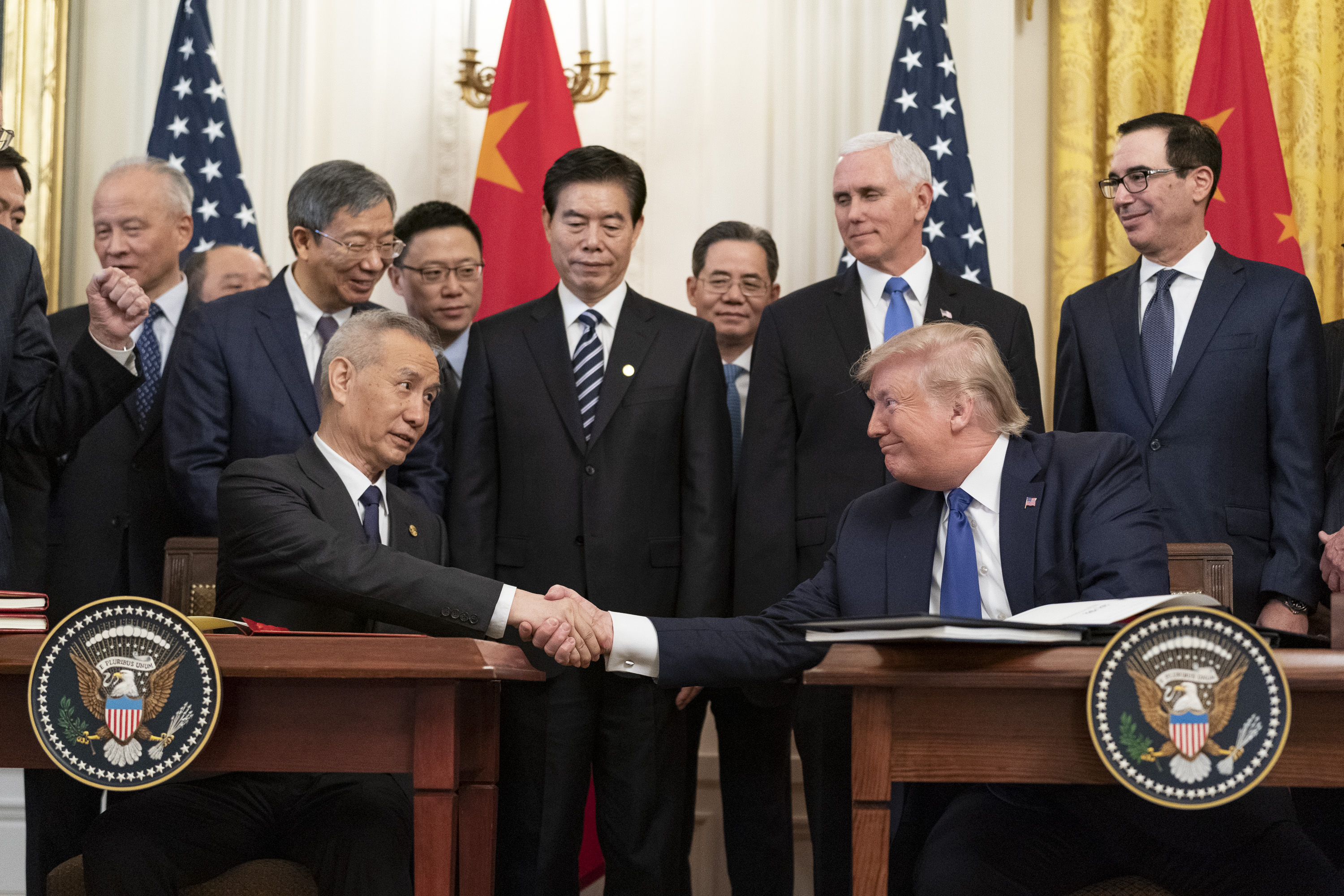
Podpisanie przez prezydenta Stanów Zjednoczonych Donalda Trumpa i wicepremiera Chin Liu He pierwszej fazy umowy handlowej między Stanami Zjednoczonymi a Chinami w styczniu 2020 roku

Wojna handlowa Chiny-USA albo amerykańsko-chińska wojna handlowa – trwający konflikt gospodarczy między Chinami a Stanami Zjednoczonymi. Prezydent Stanów Zjednoczonych Donald Trump w 2018 roku zaczął ustalać cła i inne bariery handlowe dla Chin, aby zmusić je do wprowadzenia zmian w tym, co według Stanów Zjednoczonych jest „nieuczciwymi praktykami handlowymi”. Wśród przyczyn tych praktyk handlowych i ich skutków jest rosnący deficyt handlowy oraz domniemana kradzież własności intelektualnej i wymuszony transfer amerykańskiej technologii do Chin. W odpowiedzi na amerykańskie środki handlowe, chiński rząd oskarżył administrację Trumpa o angażowanie się w protekcjonizm. W styczniu 2020 roku przedstawiciele Chin i USA podpisali umowę handlową (tzw. umowę wstępną, albo umowę pierwszej fazy) określoną jako „zawieszenie broni” w tym konflikcie.
Od lat 80. XX wieku Trump opowiadał się za cłami w celu zmniejszenia deficytu handlowego USA i promowania produkcji krajowej, mówiąc, że kraj jest „oszukiwany” przez swoich partnerów handlowych; narzucanie ceł stało się głównym punktem jego kampanii prezydenckiej. Jednak prawie wszyscy ekonomiści, którzy odpowiedzieli na ankiety przeprowadzone przez Associated Press i Reuters, powiedzieli, że cła Trumpa przyniosą więcej szkody niż pożytku gospodarce Stanów Zjednoczonych.
Wojna handlowa negatywnie wpłynęła na gospodarki Stanów Zjednoczonych i Chin. W Stanach Zjednoczonych doprowadziło to do wyższych cen dla konsumentów i trudności finansowych dla rolników. W Chinach wojna handlowa przyczyniła się do spowolnienia tempa wzrostu produkcji gospodarczej i przemysłowej, które już malało. Wiele amerykańskich firm przeniosło łańcuchy dostaw do innych miejsc w Azji, wywołując obawy, że wojna handlowa doprowadzi do „oddzielenia” gospodarczego między USA i Chinami. W innych krajach wojna handlowa również spowodowała szkody gospodarcze, chociaż niektóre kraje skorzystały ze zwiększonej produkcji, aby wypełnić luki. Doprowadziło to również do niestabilności na giełdzie. Rządy na całym świecie podjęły kroki, aby zaradzić niektórym szkodom spowodowanym przez konflikt gospodarczy.
Na arenie międzynarodowej pojawiło się poparcie dla ostatecznego celu wojny handlowej administracji Trumpa, jaką jest próba zmiany polityki handlowej Chin, równocześnie jednak krytykowano stosowanie ceł i negatywny wpływ gospodarczy wojny handlowej. Wśród amerykańskich gałęzi przemysłu, amerykańskie przedsiębiorstwa i przemysł rolniczy sprzeciwiały się wojnie handlowej, chociaż większość rolników nadal wspierała Trumpa. Wśród polityków amerykańskich niektórzy nie zgadzają się z taktyką stosowaną przez Trumpa, ale większość zgadza się z celem wywierania presji na Chiny. Pod koniec listopada 2019 roku żaden z czołowych demokratycznych kandydatów na prezydenta nie zapowiedział, że zniesie cła, w tym Joe Biden i Elizabeth Warren zgodzili się, że Stany Zjednoczone muszą stawić czoła nieuczciwej polityce handlowej Chin.
Rok 2025 przyniósł eskalację konfliktu, w wyniku której seria rosnących ceł doprowadziła do nałożenia przez Stany Zjednoczone taryfy celnej w wysokości 145% na towary chińskie i Chin taryfy celnej w wysokości 125% na towary amerykańskie.